# Synaldis mandibulata
Synaldis mandibulata är en stekelart som beskrevs av Fischer 1970. Synaldis mandibulata ingår i släktet Synaldis och familjen bracksteklar. Inga underarter finns listade i Catalogue of Life.